# La Herradura, Carlos A. Carrillo
La Herradura är en ort i Mexiko.   Den ligger i kommunen Carlos A. Carrillo och delstaten Veracruz, i den sydöstra delen av landet, 400 km öster om huvudstaden Mexico City. La Herradura ligger 12 meter över havet och antalet invånare är 134.
Terrängen runt La Herradura är mycket platt. Runt La Herradura är det ganska glesbefolkat, med 48 invånare per kvadratkilometer. Närmaste större samhälle är Cosamaloapan de Carpio, 15,2 km nordväst om La Herradura. Trakten runt La Herradura består till största delen av jordbruksmark.